# Lara Trautmann
Lara Trautmann, född 2 december 1988 i Bremen, är en tysk röstskådespelerska. Hon är också känd under namnet Lara Loft.
År 2016 deltog Trautmann i den sjätte säsongen av talangtävlingen "The Voice of Germany". Hon nådde "Sing Off"  (Top 40).
Sedan november 2016 visas hon som co-värd för spelprogrammet Game Two, som produceras av Rocket Beans TV. Där hon bland annat recenserar  tv spel.
I gamingkretsar har Trautmann gjort sig ett namn som spelare och nådde under artistnamnet Lara Loft på Twitch och som sångare på YouTube tusentals prenumeranter.

## Medverkan (urval)
| År        | Namn                             | kategori | roll                      | övrigt    |
| --------- | -------------------------------- | -------- | ------------------------- | --------- |
| 2015      | Fallout 4                        | spel     | Piper Wright              | tysk röst |
| 2015      | Bates Motel                      | tv serie | Lisa Snart/ Golden Glider | tysk röst |
| 2015      | The Flash                        | tv serie | Annika Johnson            | tysk röst |
| 2015      | Rise of the Tomb Raider          | spel     | Lara Croft                | tysk röst |
| 2015-2018 | Overwatch                        | spel     | Sombra                    | tysk röst |
| 2016      | The Strain                       | tv serie | Officer Norma Bonnie      | tysk röst |
| 2016      | Vampire Diaries                  | tv serie | Mary-Louise               | tysk röst |
| 2016      | Blair Witch                      | film     | Talia                     | tysk röst |
| 2016      | 'Justice League vs. Teen Titans  | film     | Raven                     | tysk röst |
| 2017      | Resident Evil 7                  | spel     | Eveline                   | tysk röst |
| 2017      | Call of Duty: WWII               | spel     | Camille „Rouseau“ Denis   | tysk röst |
| 2018      | Supergirl                        | tv serie | Julia Freeman/Purity      | tysk röst |
| 2018      | Marvel’s Spider-Man              | spel     | Felicia Hardy / Black Cat | tysk röst |
| 2019      | Call of Duty: Modern Warfare     | Spel     | Kate Laswell              | tysk röst |
| 2019      | Death Stranding                  | Spel     | Fragile                   | tysk röst |
| 2019      | Star Wars: The Rise of Skywalker | film     | Zorii Bliss               | tysk röst |
| 2019      | Frost 2                          | film     | Honeymaren                | tysk röst |